# Веремеенко, Сергей Алексеевич
Сергей Алексеевич Вереме́енко (род. 26 сентября 1955, Переславль-Залесский, Ярославская область) — российский предприниматель, политик, государственный деятель. Депутат Государственной думы Федерального собрания Российской Федерации VII созыва с 9 сентября 2018 года, член комитета Госдумы по транспорту и строительству, фракции «Единая Россия».
Заместитель генерального директора Научно-производственного предприятия «Сапфир», доктор технических наук, профессор, крупный предприниматель, меценат.
Из-за вторжения России на Украину, находится под международными санкциями Евросоюза, США, Великобритании и ряда других стран

## Биография
Родился 26 сентября 1955 года в городе Переславль-Залесский (Ярославская область).
Отец с Алтая, кадровый военный, ветеран Великой Отечественной войны, летчик-штурмовик, награждён орденом Боевого Красного знамени и несколькими боевыми медалями. Мать (1923 года рождения) — уроженка Ярославской области, фронтовик. В послевоенное время отец работал преподавателем в строительном техникуме, мать — педагогом в ДК. Веремеенко младший ребёнок в семье, старшие братья — Леонид, строитель, и Александр, нефтяник.

### Образование
В 1978 году окончил с отличием Уфимский нефтяной институт по специальности «Проектирование и эксплуатация газонефтепроводов, газохранилищ и нефтебаз».
В студенческие годы активно занимался общественной деятельностью, был отличником в учёбе, принимал участие в стройотрядах. На 5-м курсе института являлся секретарем комсомольской ячейки райкома партии. В период с 1978 по 1981 год учился в аспирантуре УНИ, где защитил кандидатскую диссертацию. В начале 1990-х защитил докторскую диссертацию по техническим наукам.

### Карьера
Сразу после защиты кандидатской диссертации Сергей Алексеевич стал работать в лаборатории Госкомнефтепродукта РСФСР при Уфимском нефтяном институте, где занимался разработкой новых нефтяных месторождений на Урале и в Сибири.
С 1989 по 1992 год являлся заместителем генерального директора Западно-Сибирского инженерного центра Всесоюзного института по сооружению трубопроводов. Принимал участие в строительстве самого большого магистрального газопровода в СССР «Уренгой — Помары — Ужгород».
В 1989 году Веремеенко познакомился с С. В. Пугачёвым и работал в Промстройбанке СССР.
В начале 1990-х Веремеенко создал кооператив по производству термоаппликаций «Феникс».
В 1991 году Пугачёв зарегистрировал Северный торговый банк. В 1992 году на базе московского филиала Пугачёвым совместно с Веремеенко был открыт Международный промышленный банк, созданный для привлечения инвестиций в российскую промышленность, которым Сергей Веремеенко руководил до 2004 года. Также, Сергей Алексеевич являлся членом совета директоров Межпромбанка. Параллельно с этой деятельностью, с 2000 года и последующие пять лет являлся представителем Российской Федерации в организации Азиатско-Тихоокеанского экономического сотрудничества. Член Ассоциации банкиров Азии, одной из крупнейших мировых профессиональных финансовых организаций.
С 2000 года Сергей Веремеенко живёт и работает в Тверской области. В 2003 году отношения с Пугачёвым испортились и бывшие партнеры разделили бизнес. В мае 2003 года Сергей Веремеенко оставил свой пост в Межпромбанке.
С 2004 года — вице-президент Российской инженерной академии, президент Фонда содействия развитию регионов, сопредседатель президиума Высшего инженерного совета РФ.
С 2004 по 2016 год — председатель Совета директоров ОАО «Всероссийский институт легких сплавов».
В 2004—2009 годах возглавлял Федерацию современного пятиборья России. Продолжает активно поддерживать спортивные школы Москвы и Тверской области, является президентом и попечителем Хоккейного клуба «Крылья Советов». С 2009 года Сергей Веремеенко становится советником президента Международного союза современного пятиборья.
С 2011 года — член правления Российского Союза Промышленников и Предпринимателей, председатель Комиссии по туризму, индустрии гостеприимства и отдыха.
Имеет в собственности недвижимость в посёлке «Акватория Истры» (Московская область). Возглавляет Международный институт инвестиционных проектов и экономики строительства. Веремеенко вместе с Вадимом Варшавским занимается развитием компании «Русский уголь».
Владеет также совместно с Вадимом Варшавским и Александром Шишкиным металлургической группой «Эстар».

## Политическая деятельность
- В 2003 году принимал участие в выборах на должность Президента Республики Башкортостан, и, оппонируя действующему на тот момент главе республики Муртазе Рахимову, дошёл до второго тура, а затем заявил, что снимает свою кандидатуру (I тур — 25 %, II тур — 23 %)[12].
- Действующий депутат Законодательного собрания Тверской области. С 2016 года руководит Комитетом по аграрной политике и природопользованию ЗСО, автор нескольких законопроектов, активный участник работы комитета.
- 16 июля 2018 года Сергей Веремеенко выдвинул свою кандидатуру в депутаты Государственной Думы РФ седьмого созыва по Заволжскому одномандатному избирательному округу № 180. Выборы состоятся 9 сентября 2018 года[13]. Выдвижение кандидатом на дополнительных выборах являлось коллегиальным решением партии «Единая Россия», которая 9 июля 2018 года, на заседании Генерального совета в Москве утвердила его кандидатуру. Решение было принято, прежде всего, на основании результатов предварительного голосования (праймериз), где он получил 45,9 % голосов.
- Предприятие «Сапфир», занимающееся производством элементов для таких баллистических ракет как «Сатана» и принадлежащее Сергею Веремеенко, а также предприятие ВИЛС, занимающееся изготовлением компонентов аэродвигателей военных самолётов следующего поколения, могут попасть по действие американских и европейских санкций, как компании, связанные с российским военно-промышленным комплексом. Вероятность попадания под действие санкций США и ЕС есть и у самого Сергея Веремеенко, в качестве руководителя «Сапфир» и ВИЛС[14].
- С 9 сентября 2018 года является Депутатом Государственной думы Федерального собрания Российской Федерации VII созыва. Принял участие в дополнительные выборах в Государственную думу VII созыва по Заволжскому одномандатному избирательному округу, и с результатом 36,21 % получил мандат депутата[1]. В ходе избирательной кампании активно проводил встречи с избирателями[15][16].

## Законотворческая деятельность
С 2018 по 2019 год, в течение исполнения полномочий депутата Государственной Думы VII созыва, выступил соавтором 3 законодательных инициатив и поправок к проектам федеральных законов.

## Предпринимательская деятельность
В 1991 возглавил московский филиал Северного торгового банка, которым владел Сергей Пугачёв. В 1992 году на базе филиала был открыт Международный промышленный банк, где Веремеенко стал управляющим и членом совета директоров. В 2003 году стал управляющим директором Межпромбанка. Занимал эту должность до 2004 года. В мае 2004 года Веремеенко и его семья вышли из состава владельцев Межпромбанка.
В 2003 году приобрёл «Центральный коммерческий банк» («Центркомбанк»). В 2016 году у банка отозвали лицензию из-за высокорисковой кредитной политики и неоднократного нарушения закона об отмывании. По официальным данным к этому моменту Сергей Веремеенко уже не был причастен к банку. Однако источники газеты «Коммерсантъ» утверждают, что совладельцами являлись члены семьи депутата. Также газета отмечала, что банк подконтролен Сергею Веремеенко. На конец 2020 года предприятие находилось в процессе ликвидации.
С 2004 по 2016 год являлся председателем совета директоров Всероссийского института лёгких сплавов (ВИЛС). В 2016 году утратил контроль над 14 % акций. Тогда же ещё 14 % акций в связи с отзывом лицензии потерял «Центркомбанк».
В 2006 году основал киностудию Sofia Production и выступил продюсером трёх фильмов, главные роли в которых сыграла его жена Софья Аржаковская. Все три фильма были низко оценены публикой (на портале «Кинопоиск» все они получили оценку ниже 5 баллов по десятибалльной шкале).
На 2020 год владел 34 % акций предприятия «Сапфир», которое производит элементы для баллистических ракет (например «Сатана») . Также 18 % акций находились у старшей дочери Маргариты Черновой (является заместителем генерального директора компании), 18,7 % — у фирмы «Тревелплюс» средней дочери Серафимы Веремеенко, 16,5 % — у «Центркомбанка». На 2021 год генеральным директором «Сапфира» является брат депутата Александр Веремеенко. Чистая прибыль компании в 2019 году составила 260 тысяч рублей, при этом доход — 571 млн.

## Собственность и доходы
В 2018 году доход депутата составил почти 493 млн рублей.
В 2019 году Сергей Веремеенко задекларировал доходов на 7 млн рублей.
В 2020 году задекларировал доход в размере почти 11 млн рублей. В собственности находились:
- 24 участка под малоэтажное жилищное строительство и рекреационное использование общей площадью 112,4 тысяч м2. В 2019 году — 31 земельный участок этой категории, площадь которых достигала 117,6 тысячи м2.
- 8 участков под индивидуальное жилищное строительство площадью 14,6 тысяч м2. В 2019 году — 9 участков площадью 16 тысяч м2.
- 20 участков под сельскохозяйственное производство общая площадь которых 18,7 тысяч м2, а также 1/2 доли от двух участков по 192,1 тысячи м2 каждый.
- Земельный участок под расширение базы отдыха 7 825 м2 и ещё два — под ведение личного хозяйства площадью в 2 000 и 32 000 м2. Также было и в 2019-м.
- 7 жилых домов общей площадью 755,8 м2 (в 2019-м — 8 площадью 1259,3 м2).
- Гараж — 21 м2, хозпостройка — 6 м2, здание — 100 м2, дом охраны — 16,8 м2, банный комплекс — 111 м2, здание для хранения плавательных средств — 275,8 м2, три бокса — 41,1 м2, а также гостиница — 214,2 м2. Увеличилась площадь одного бокса и прибавилось нежилое помещение в 426 м2 по сравнению 2019 годом.
- 2 два земельных участка под земли населенных пунктов для ИЖС по 2000 м2 каждый и жилой дом 2 855,3 м2 в безвозмездном пользовании.

Жена депутата Софья Аржаковская в 2020 году задекларировала почти 20 млн рублей (в 2019-м — 25 млн). В качестве собственности указывались 5 участков земли для индивидуальной жилой застройки площадью около 10 тысяч м2, один участок для общественно-деловых целей площадью 1096 м2 (как и в 2019 году). Также у неё есть три жилых дома общей площадью 3 834 м2, две квартиры 197,6 м2 и 52 м2, склад 99,4 м2, жилое здание со встроенными помещениями 364,4 м2 и недостроенный жилой дом — 59,2 м2, автомобиль Mercedes-Benz CLS 350.
В 2021 году Сергей Веремеенко занял 69 место в рейтинге самых богатых бизнесменов России по версии Forbes. Его состояние оценивалось в $420 млн.

## Семья
Был трижды женат:
Первая жена — Алла Геннадьевна Веремеенко. Вторая жена — Марина Александровна Сметанова, председатель совета депутатов подмосковного Солнечногорска. Третья супруга (с 2006 по 2018 год) — Софья Ская (Аржаковская). Балерина, училась в Уфе в Хореографическом училище имени Рудольфа Нуреева. В восемнадцатилетнем возрасте Софья одержала победу на конкурсе «Миссис мира 2006», завоевав титул, который до неё не получала ни одна россиянка.
Имеет пятерых детей:.
Старшая дочь Маргарита (1984 года рождения). Занимается строительством и полезными ископаемыми; является заместителем генерального директора компании «Сапфир», дочь Елена, дочь Серафима (1992 года рождения); владелица фирмы «Тревелплюс», загончила МГИМО, инстаблогер, сын Алексей (2001 года рождения), сын Сергей (2015 года рождения).

## Благотворительность
В 2014 году по инициативе Сергея Веремеенко на Патриаршем подворье храмового комплекса святителя Алексия в Исакове (Московская область) открыт первый в мире храм-музей икон Пресвятой Богородицы «Неувядаемый Цвет» с самой большой в мире коллекцией икон «Образ Пресвятой Богородицы», в коллекции находится 400 икон.
Учредитель благотворительного фонда «Имэн Кала».
Основал фонд «Имэн кала», из средств которого был намерен завершить строительство самой высокой в России соборной мечети «Ар-рахим» в Уфе.

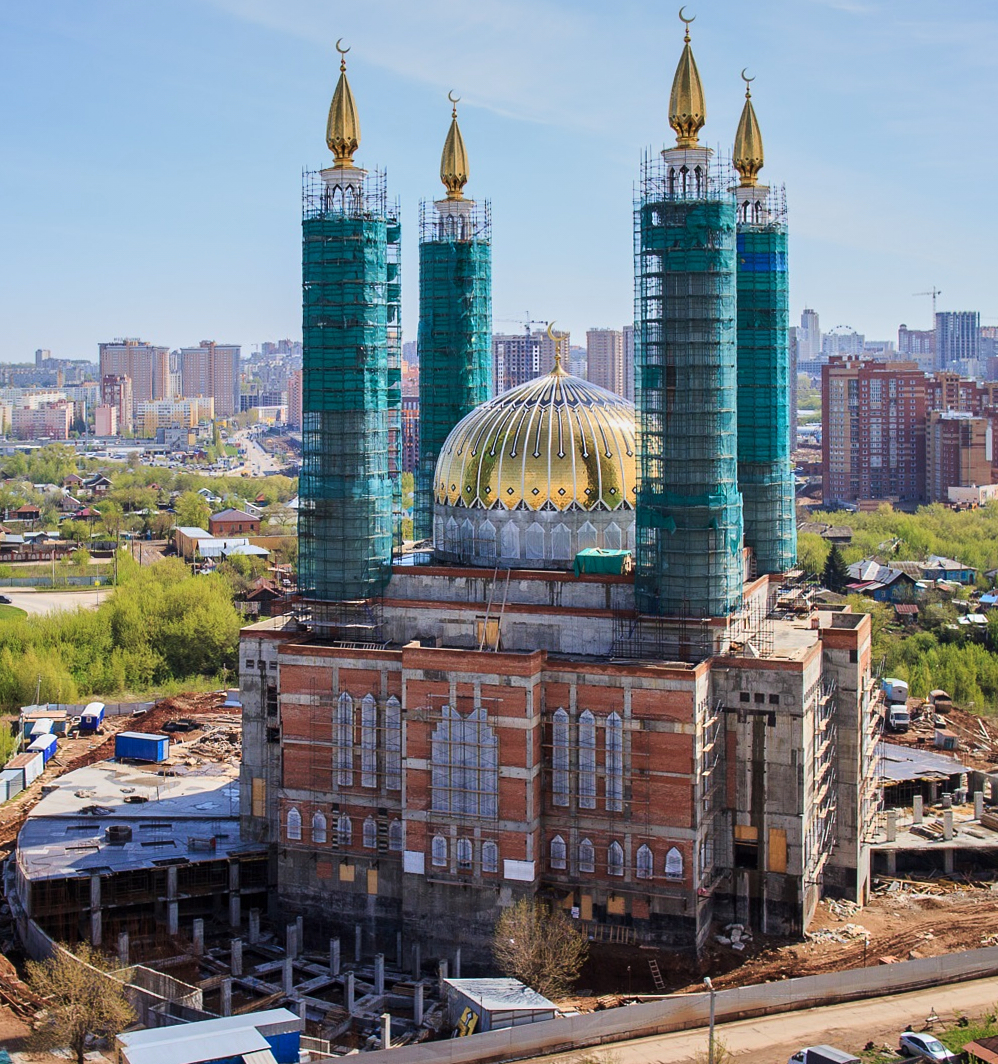
Соборная мечеть «Ар-рахим» (Уфа)

Участвует в строительстве Воскресенского собора, а также парка рядом с ним. Воскресенский собор Уфы по проекту является точной копией бывшего Воскресенского кафедрального собора, который был закрыт в 1931 году и снесен в 1932-м. Также фонд займется достройкой храма Святых равноапостольных Кирилла и Мефодия на улице Комсомольской и мечети-долгостроя в Сипайлово, а также восстановлением Хакимовской соборной мечети на улице Мустая Карима.

## Интересы
- Коневодство — табунное (производства кумыса и кобыльего молока), профилактическое санаторно-курортное, промышленное;[35]
- Коллекционирование икон «Образ Пресвятой Богородицы».[36]

## Награды и премии
- премия Ленинского комсомола (1987) — за работу «Ресурсосберегающие методы проектирования, сооружения и эксплуатации трубопроводных систем».

## Звания
- доктор технических наук. Автор более 200 научных трудов;
- Профессор;
- Заслуженный инженер России;
- Заслуженный нефтяник Республики Башкортостан.

## Санкции
23 февраля 2022 года внесён в санкционные списки стран Евросоюза за действия и политику, которые подрывают территориальную целостность, суверенитет и независимость Украины и еще больше дестабилизируют Украину.
24 февраля 2022 года включён в санкционный список Канады «близких соратников режима» за голосование о признании независимости «так называемых республик в Донецке и Луганске».
24 марта 2022 года, на фоне вторжения России на Украину, включён в санкционный список США за «соучастие в войне Путина» и «поддержку усилий Кремля по вторжению в Украину», Госдеп США заявил что депутаты Госдумы используют свои полномочия для преследования инакомыслящих и политических оппонентов, нарушают свободу информации, ограничивают права человека и основные свободы граждан России.
Позднее, по аналогичным основаниям, включён в санкционные списки Великобритании, Швейцарии, Австралии, Японии, Украины и Новой Зеландии.

## Критика

### Баллотирование на пост президента Республики Башкортостан
В 2003 году принимал участие в президентских выборах в Республике Башкортостан. При этом ЦИК Республики Башкортостан дважды отказывал ему в регистрации, Сергей Веремеенко в итоге был зарегистрирован через ЦИК России.
В период предвыборной кампании руководство КПРФ Республики Башкортостан приняло коммерческое предложение олигарха Сергея Веремеенко, после чего вся партийная организация поступила в распоряжение олигарха и его менеджеров.
В первом туре он проигрывал Муртазе Рахимову 18 % голосов, которые вполне мог отыграть во втором туре. Но Кремль сделал ставку на старого лидера, после чего соперник Рахимова закрыл свои штабы в Уфе, а потом и вовсе заявил, что больше не претендует на пост главы республики. В результате во втором туре Рахимов набрал 78,01 % голосов, а Веремеенко только 15,85 %. После чего Веремеенко уехал в Москву, а репутация партии КПРФ Республики Башкортостан была испорчена.

### Земли в Солнечногорске
В подмосковном Солнечногорске находится собственность Сергея Веремеенко.

### Мошенничество с землёй в Уфе
В 2013 году прокуратура Башкирии возбудила уголовное дело (по данным «Ъ», по ч. 4 ст. 159 УК РФ — «Мошенничество в особо крупном размере») в отношении неустановленных руководителей ООО «Шоу-сервис» и таких же неустановленных чиновников администрации Уфы.
По версии следствия, в 2011—2012 годах ООО «Шоу-сервис», принадлежащее Сергею Веремеенко, его бывшей супруге Алле и их дочери Маргарите, при помощи чиновников мэрии сначала оформило в аренду, а затем перевело в собственность 14,7 тысяч м2 земли в центре Уфы. На одной части этого участка площадью 10 тысяч м2 располагался принадлежащий Алле Веремеенко развлекательный комплекс «Огни Уфы». Вторая его часть площадью 4,7 тысяч м2 представляла собой пустырь, примыкающий к комплексу.
Сначала его продали индивидуальному предпринимателю за 10 млн рублей, а тот в свою очередь перепродал пустырь уфимской «дочке» воронежской ГК «Основа» за 57 млн рублей.
В прокуратуре посчитали, что передача земель в аренду и их приватизация проходили с нарушением закона, так как мэрия передавала земли в аренду и в собственность без проведения торгов. Стоимость приватизационных сделок приближалась к кадастровой и составила всего 2,7 млн рублей. Между тем рыночная цена участков была в 40 раз выше. Ущерб, нанесенный муниципальному бюджету, следствие предварительно оценило в 110 млн рублей.
На 2021 год результаты этого уголовного дела неизвестны.

### Выборы в Госдуму Тверской области
Сергей Веремеенко в 2018 году участвовал в выборах в Госдуму в поселке Оленино, в Холминском и Бобровском поселении Оленинского района Тверской области, но проиграл Вадиму Соловьёву.
После этого глава Оленинского района Олег Дубов предложил написать заявление на увольнение учителям Холминской школы, где находился избирательный участок, что привело бы к закрытию школы. До этого Дубов активно выступал за сохранение сельских школ.
Также были установлены грубые нарушения проведения выборов. В частности представитель КПРФ Олег Цуканов сообщил, что в районе массово проводилось надомное голосование. При этом отметил, что оно возможно лишь в том случае, если человек по уважительной причине не может добраться до избирательного участка, например, имеет инвалидность или серьезные проблемы со здоровьем. Однако было зафиксировано, что на дому голосовали абсолютно здоровые люди. Они пояснили, что это нормальная практика в районе, их всегда просят писать соответствующие заявления. Это грубое нарушение законодательства, по факту было составлено обращение.

### Собственность в США
В 2021 году информационный портал Life опубликовал расследование, в котором доказывался факт наличия у Сергея Веремеенко активов и бизнес-интересов в США.

### Другое
- Обвинение со стороны «Башнефть-МПК» (конкурент Межпромбанка) в подлоге платежных документов, в результате проведенного расследования обвинение было снято, а на конкурентов завели уголовное дело за контрабанду бензина.[55]
- Возбуждение уголовного дела против Генерального директора «СМУ-ЧЗК-ДМС» А. Н. Васильева по мошенничеству с векселями Межпромбанка . В скором времени дело было закрыто, так как совокупность имеющихся в деле доказательств не имело отношения к статье УК «Мошенничество». Конфликт был исчерпан.[56]
- Возможная причастность к временной приостановке регистрационных действий земельных участков в Московской области по иску частного лица к неназванным юридическим лицам-владельцам данных участков[57].
- Сотрудничество со скандально-известным предпринимателем Сергеем Пугачёвым. Совместное владение и последующий выход из состава акционеров Межпромбанка.[58]
- Общественный скандал, возникший по ошибке организаторов конкурса «Миссис мира −2006»[59]. Организаторы вручили корону представительнице Коста-Рики, но затем заявили, что произошла ошибка, и объявили победительницей жену Сергея Веремеенко[24].
- В 2013 году в журналистском расследовании подозревался в активном способствовании мошенническому выводу средств из «Смоленскэнергосбыта»[52].
- Обыски 30.11.2016 года у генерального директора предприятия ОАО «Всероссийский институт легких сплавов» (ОАО «ВИЛС») Александра Задерея и председателя Совета директоров ОАО «ВИЛС» Сергея Веремеенко, где последний владел пакетом акций предприятия, по делу о продаже непрофильных активов. Дело возбуждено в отношении неустановленных руководителей ОАО «ВИЛС»[2].
- 16 июля 2018 года Сергей Веремеенко не участвовал в заседании Законодательного собрания Тверской области, в ходе которого проходило обсуждение Федерального закона № 489161-7 «О внесении изменений в отдельные законодательные акты РФ по вопросам назначения и выплаты пенсий». Согласно существующему регламенту его голос был передан спикеру Законодательного собрания Сергею Голубеву, который проголосовал за положительный отзыв. Сам же Сергей Веремеенко вошел в рабочую группу по разработке поправок к проекту Федерального закона.[60][61]
- В 2019 году был уличён в сокрытии доходов супруги Софьи Аржаковской[62][63].
- В 2020 году Сергей Веремеенко подал запрос в Следственный комитет о возбуждении уголовного дела на правозащитницу Алёну Попову за её посты о проблеме домашнего насилия в России. Она обвинялась в заведомо ложном завышении показателей. В её защиту выступила депутат Оксана Пушкина, сообщив, что учёные СПБГУ провели большое экспертно-аналитическое исследование по заказу Госдумы, доказав, что насилие во многих семьях по-прежнему остается нормой, а Сергею Веремеенко нужно тщательнее проверять информацию[64][65].